# الکس استپنی
الکس استپنی (انگلیسی: Alex Stepney؛ زادهٔ ۱۸ سپتامبر ۱۹۴۲) بازیکن فوتبال  اهل انگلستان بود که سابقهٔ بازی در تیم ملی فوتبال انگلستان را در کارنامهٔ خود دارد. وی در تاریخ ۲۲ مه ۱۹۶۸ تنها بازی ملی خود را در مقابل تیم ملی فوتبال سوئد انجام داد.